# Mapou Yanga M'biwa
Mapou Yanga-Mbiwa (Bangui, República Centroafricana, 15 de mayo de 1989) es un futbolista centroafricano naturalizado francés que juega de defensa.

## Trayectoria
Nació en Bangui, República Centroafricana, pero se trasladó a Francia como un niño que crece en la comuna de Port-de-Bouc, cerca de la ciudad de Marsella, en el departamento de Bouches-du-Rhône. Se unió al Montpellier H. S. C. como un joven jugador en 2005 y debutó en el fútbol profesional el 23 de febrero de 2007 en una derrota 0-1 a Bastia de iniciar el partido y jugar los 90 minutos, recibiendo una tarjeta amarilla. Después de la temporada, firmó su primer contrato profesional por tres años hasta 2010. Fue ascendido oficialmente al primer equipo y se le asignó el n° 3 en la camiseta.
Inicialmente, Yanga-Mbiwa fue utilizado como un sustituto durante la temporada 2007-08, pero en septiembre de 2007, a pesar de tener tan solo 18 años, el gerente del Montpellier Rolland Courbis lo llamó un motor de arranque para el resto de la temporada 2007-08. No defraudó apareciendo en 41 partidos totales anotando un gol. A partir de la victoria del club el 31 de agosto por 1-0 al A. C. Ajaccio, Mbiwa apareció en cada partido jugado por el Montpellier incluyendo la Copa de la Liga y los partidos de la Copa de Francia, donde el Montpellier llegó a la ronda de 16 y la Ronda de 32, respectivamente. Su único gol de la temporada fue el 12 de mayo de 2008 contra el FC Gueugnon hizo el gol en tiempo de descuento para dar al Montpellier una victoria de 2-1.
Ya establecido como un jugador regular de cara a la temporada 2008-09, y a pesar de la competencia con dos jóvenes Mickaël Nelson y Abdel El Kaoutari, continuamente impresionó apareciendo en 33 partidos totales y anotando un gol en contra del Angers S. C. O., en un 3-3 y otra vez en tiempo de descuento. El gol del empate llegó sólo segundos después de que el Angers S. C. O. tomó la ventaja con un gol de Malik Couturier. El 20 de marzo de 2009, Montpellier, en un partido decisivo para la promoción, Yanga-Mbiwa sufrió una grave lesión en contra de Stade Brest, que lo dejó fuera durante casi dos meses. Él regresó al equipo el 8 de mayo de 2009 y jugó los últimos cuatro partidos que ayudaron a Montpellier a lograr el ascenso a la Ligue 1 en la última jornada de la temporada.
A pesar de la promoción a la Ligue 1, con su paso inminente en la cárcel en dirección contraria, gerente de Rolland Courbis renunció a su cargo y el nuevo entrenador René Girard asumió el cargo. Girard dejó en claro que una de sus prioridades eran muchos para mantener bodega de Yanga-Mbiwa y el 2 de junio de 2009, se hizo con el club de fichar al jugador a una extensión de contrato por dos años hasta 2012. Yanga-Mbiwa hecho su debut en la Ligue 1 en el partido inaugural del club de la temporada ante el Paris Saint-Germain a jugar todo el partido en un empate 1-1, el 12 de mayo de 2010, Yanga-Mbiwa añadido un año más su contrato después de aceptar una extensión de contrato con el club.

### Newcastle United
El 21 de enero de 2013 el Newcastle United confirmó su incorporación al club. El traspaso fue de 7 millones de euros.

## Selección nacional
Ha sido internacional con la selección de fútbol sub-21 de Francia. Fue convocado en la lista preliminar para la Eurocopa 2012, aunque finalmente no fue seleccionado.

## Clubes
| Club                   | País       | Año       |
| ---------------------- | ---------- | --------- |
| Montpellier H. S. C.   | Francia    | 2006-2013 |
| Newcastle United F. C. | Inglaterra | 2013-2014 |
| A. S. Roma             | Italia     | 2014-2015 |
| Olympique de Lyon      | Francia    | 2015-2020 |

## Palmarés

### Títulos nacionales
| Título  | Club                 | País    | Año  |
| ------- | -------------------- | ------- | ---- |
| Ligue 1 | Montpellier H. S. C. | Francia | 2012 |